# Corbu, Olt
Corbu este satul de reședință al comunei cu același nume din județul Olt, Muntenia, România. Se află în partea de est a județului, pe malul drept al râului Vedea. Stație de cale ferată.